# Aluixta
Aluixta (en ucraïnès i en rus: Алушта; en tàtar de Crimea: Aluşta) és una ciutat balneari a Crimea, Ucraïna, fundada al segle vi per l'emperador Justinià. És situada al mar Negre al camí des de Oursuf a Sudak, i en la línia del Troleibús de Crimea.
La zona és notable pel seu terreny rocallós. Hi ha vestigis d'una torre de defensa romana d'Orient, i d'una fortalesa genovesa del segle xv. La ciutat fou anomenada Aluston (Αλουστον) durant l'Imperi Romà d'Orient, i Lusta durant la dominació genovesa. Adam Mickiewicz va dedicar dos dels seus Sonets de Crimea a Aluixta.

## Ciutats agermanades
- Santa Cruz, Estats Units
- Dzierżoniów, Polònia